# Índice (matemática)

Esta curva tem índice dois, em torno do ponto p.

O índice desta curva ao redor de p é 2, pois o objeto que percorre a curva vermelha efetuará duas rotações completas, no sentido anti-horário, em torno da pessoa situada na origem.

Em matemática, índice de uma curva plana, fechada e parametrizada  (lacete) γ em torno de um ponto p situado fora da curva, é um número inteiro que representa o total de voltas que a curva descreve ao redor de p, no sentido direto (anti-horário). Representa-se por :
{\displaystyle \operatorname {ind} (p,\gamma )}
As voltas realizadas em sentido anti-horário contam como positivas, e as realizadas em sentido horário têm valor negativo. Assim, por exemplo, se um objeto percorre a curva em torno de p, descrevendo quatro voltas em sentido anti-horário e uma em sentido horário, o índice da curva ao redor do ponto p é três. O índice depende portanto da orientação da curva, e muda de sinal ao mudar de orientação.
As curvas mostradas a seguir têm índices que variam de −2 a 3:
| {\displaystyle \cdots } |    |    |   |                         |
|                         | −2 | −1 | 0 |                         |
|                         |    |    |   | {\displaystyle \cdots } |
|                         | 1  | 2  | 3 |                         |

O índice é um objeto de estudo fundamental em topologia algébrica e desempenha um importante papel em cálculo vetorial, análise complexa, topologia geométrica, geometria diferencial e física.

## Definição formal
Uma curva no plano xy pode ser definida pelas seguintes equações paramétricas:
{\displaystyle x=x(t)\quad {\text{e}}\quad y=y(t)\qquad {\text{para  }}0\leq t\leq 1.}
Se o parâmetro t corresponde a tempo, então essas equações especificam o movimento de um  objeto no plano entre t = 0 e t = 1.  A trajetória desse movimento é uma curva, sendo as funções x(t) and y(t)  contínuas.  Essa curva é fechada se a posição do objeto é a mesma em  t = 0 e em t = 1.
Pode-se definir o índice dessa curva usando o sistema de coordenadas polares.  Assumindo que a curva não passa pela origem, pode-se reescrever as equações paramétricas em forma polar, conforme segue:
{\displaystyle r=r(t)\quad {\text{e}}\quad \theta =\theta (t)\qquad {\text{para  }}0\leq t\leq 1.},
sendo r e θ as coordenadas polares  do ponto p do plano euclidiano {\displaystyle \mathbb {R} ^{2}} cuja origem é denotada por O, definidas como:
- r: a distância entre p e a origem O
- θ: o ângulo formado entre o segmento de reta que une p a O e o eixo dos xx.

As funções r(t) e θ(t) devem ser contínuas, com  r > 0.  Como as posições inicial e final são iguais, θ(0) e θ(1) diferem por um número inteiro múltiplo de 2π.  Esse número é o índice. Portanto:
{\displaystyle \operatorname {ind} (p,\gamma )={\frac {\theta (1)-\theta (0)}{2\pi }}}
Esta equação define o índice de um lacete em torno da origem O no plano xy.  Pode-se estender essa definição, de modo a obter os índices em torno de qualquer ponto p.